# Stradella
Stradella (Stradéla in dialetto oltrepadano) è un comune italiano di 11 650 abitanti della provincia di Pavia in Lombardia.

## Geografia
Si trova nell'Oltrepò Pavese, parte sulle ultime propaggini collinari, parte in pianura. In questo punto gli Appennini toccano l'estremo limite settentrionale e si avvicinano moltissimo al Po, cosicché la pianura Padana a sud del fiume si restringe in un corridoio detto stretta di Stradella. Stradella si trova allo sbocco della Val Versa ed è attraversata dall'omonimo torrente.

## Storia
La storia di Stradella si confonde, nel medioevo, con quella dell'antica località di Montalino, situata su una modesta altura alla periferia meridionale della città, dove sorge l'oratorio di San Marcello in Montalino. Sia Montalino sia Stradella appartenevano alla signoria temporale del Vescovo di Pavia, anche se non è chiaro da quando. Infatti già nel 943 i Re d'Italia Ugo e Lotario avevano donato al vescovo Litifredo II diverse località nell'Oltrepò: Cecima, Pancarana e la vicina Portalbera, cui forse era aggregato Montalino. Tuttavia qualche tempo dopo il marchese obertengo Ugo, che aveva acquistato numerose località nella zona (in gran parte poi passate ai nipoti, da cui discesero i Malaspina e gli Estensi), legò in eredità Montalino al vescovo di Pavia. In ogni caso, dalla metà dell'XI secolo Montalino con Stradella (citata come Stratella nel 1029) appartenevano alla mensa vescovile di Pavia, costituendo anzi il centro più importante della signoria. Nel 1164 passò con l'Oltrepò sotto la giurisdizione pavese, continuando comunque, sotto di essa, la signoria vescovile; il relativo diploma imperiale nomina ancora Montalino e non Stradella. Comunque nei secoli successivi il rapporto di importanza tra i due centri si inverte: attorno al 1300 Stradella è cinta di mura, e Montalino come località abitata decade, mentre mantiene ancora grande importanza strategica la munitissima Rocca di Montalino, o Rocca del Vescovo, che sorge sull'alto colle dominante l'abitato. Montalino e Stradella devono spesso sostenere l'urto dei comuni, in particolare Piacenza, in lotta con Pavia: particolarmente gravi le distruzioni nel 1214 e 1216, e poi nel 1373 ad opera di Giovanni Acuto.
La signoria vescovile fu particolarmente benefica per la prosperità di Stradella: fin dal 1220 veniva concesso il mercato settimanale del martedì, e nel 1419 il vescovo Pietro Grassi diede a Stradella gli statuti comunali. La signoria del vescovo, Conte di Stradella, cessò nel 1797 con l'abolizione del feudalesimo. La mensa vescovile di Pavia era proprietaria di gran parte di Portalbera, secondo centro della signoria, ma a Stradella la proprietà terriera era molto più frazionata, essendovi molti proprietari anche borghesi, segno della prosperità del borgo. Esso andò crescendo anche nei secoli successivi la fine del medioevo, e nel XIX secolo era divenuto il secondo comune dell'Oltrepò per popolazione, meritando nel 1865 il titolo di città.
Vi nacque il pittore Giuseppe Baldrighi. Legato alla città anche il nome di Agostino Depretis, che aveva qui il collegio elettorale, e vi morì nel 1887 (Discorso di Stradella). Diede i natali a Luisa Battistotti Sassi, eroina delle Cinque giornate di Milano.

## Monumenti e luoghi d'interesse
- Chiesa parrocchiale dei Santi Nabore e Felice
- Torre di Stradella
- Rocca di Montalino

## Società

### Evoluzione demografica
Abitanti censiti

### Etnie e minoranze straniere
Secondo dati ISTAT i cittadini stranieri a Stradella al 31 dicembre 2019 sono risultati 1 874 (16,24% tra tutti i residenti).
Le prime dieci comunità sono risultate quelle provenienti da:
1. Romania, 588
2. Albania, 481
3. Marocco, 145
4. Perù, 84
5. Cina, 64
6. Ecuador, 62
7. Ucraina, 61
8. Sri Lanka, 41
9. India, 39
10. Filippine, 37

## Geografia antropica

Gonfalone comunale

### Frazioni
Boccazza, Casa Agati, Casa Berni, Casamassimini, Cassinello, Colombetta-Piane, Montebruciato, Orzoni, Plessa, Santa Croce, Santa Maria, Sant'Antonio, Solinga, Torre Sacchetti, Valle Muto.

## Economia

### La produzione di fisarmoniche
Stradella è stata per molti decenni uno dei principali centri di produzione della fisarmonica al mondo. Una delle prime fisarmoniche fu prodotta nel 1876 da Mariano Dallapè trasferitosi a Stradella pochi anni prima dalla natia Cavedine (Trentino). Il successo di questo primo prototipo indusse il Dallapè ad aprire una bottega per la produzione di fisarmoniche. Il suo esempio fu seguito negli anni successivi da vari altri artigiani che aprirono prima bottega e poi vere e proprie fabbriche, come quelle di Ercole Maga, Enrico Massoni, Paolo Rogledi e Carlo Pasquin.
Nel periodo di massimo sviluppo, tra le due guerre mondiali, lo stabilimento di Dallapè contava circa 300 operai, 60 quello di Maga, 50 quello di Rogledi. In quegli anni, su 10 000 persone che abitavano a Stradella, 1.200 erano occupate nella produzione di fisarmoniche.
Nel secondo dopoguerra il cambiamento dei gusti musicali e l'incapacità delle aziende di adattarsi alle nuove condizioni di mercato ha determinato un progressivo declino della produzione di fisarmoniche e la chiusura della maggior parte delle fabbriche stradelline.
La storia della fisarmonica a Stradella è ampiamente documentata nel "Museo della fisarmonica", ospitato all'interno di Palazzo Garibaldi, in via Montebello, che custodisce anche il primo prototipo di Dallapè.
Il cantautore Paolo Conte ha scritto e interpretato una canzone intitolata La fisarmonica di Stradella contenuta nel suo primo album del 1974, pubblicata nello stesso anno su 45 giri e poi reinterpretata nel 1977 anche da Nada.

### Macchine agricole
Dagli anni 1960 Stradella si è consolidata come polo produttivo di impolveratori usati per la distribuzione di polveri in agricoltura, in particolare dello zolfo.

## Infrastrutture e trasporti

### Tranvie
Stradella è stata il capolinea di due linee tranviarie:
- quella per Voghera, in funzione tra il 1883 e il 1931;
- quella per Santa Maria della Versa, in funzione tra il 1929 e il 1956.

### Ferrovie
Stradella è servita da una stazione ferroviaria che si trova sulle linee Alessandria–Piacenza e Pavia–Stradella.

## Sport

La squadra di calcio dell' nel campionato di Serie C2 1992-1993

L'unica squadra che rappresenta la città è l'Oratorio Stradella, attiva anche a livello di settore giovanile dal 1959. La prima squadra non si è mai spinta oltre le serie dilettantistiche a carattere territoriale.
Il giocatore più famoso dell'Oratorio Stradella è stato Gabriele Bongiorni che in questa società ha mosso i suoi primi passi, fino a raggiungere la serie A nelle file dell'Ascoli del presidente Costantino Rozzi. Era inoltre stradellino il calciatore Gianpiero Mangiarotti.
Il calcio in città ha però origini più antiche: nel 1920 nacque la divisione calcistica della Società Ginnastica Stradellina, poi evolutasi (dopo varie fusioni e ricostituzioni) nell'Oltrepò, che nel 2013 però lasciò Stradella per trasferirsi a Voghera col nome di OltrepoVoghera (che mantenne nello stemma il biancazzurro di Stradella); tale club nel 2019 cessò di esistere per dar luogo alla rifondata Vogherese.
Il 6 giugno 1994 la 16ª tappa del Giro d'Italia si è conclusa a Stradella con la vittoria di Maximilian Sciandri; il 28 maggio 2021 la 18ª tappa del Giro d'Italia si è conclusa a Stradella con la vittoria di Alberto Bettiol.
Nella pallacanestro la Pallacanestro Stradella rappresenta la città nelle divisioni dilettantistiche italiane.

## Galleria d'immagini

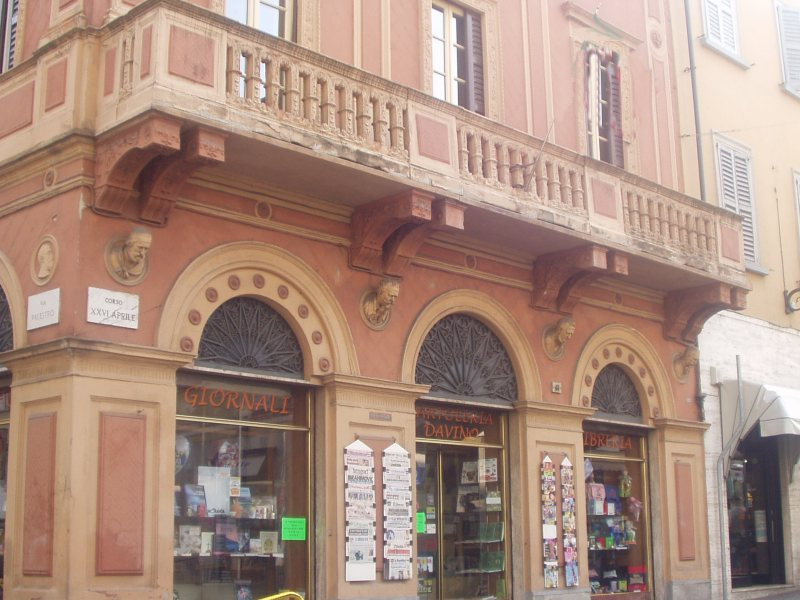
Palazzo con le teste degli artefici dell'unità d'Italia
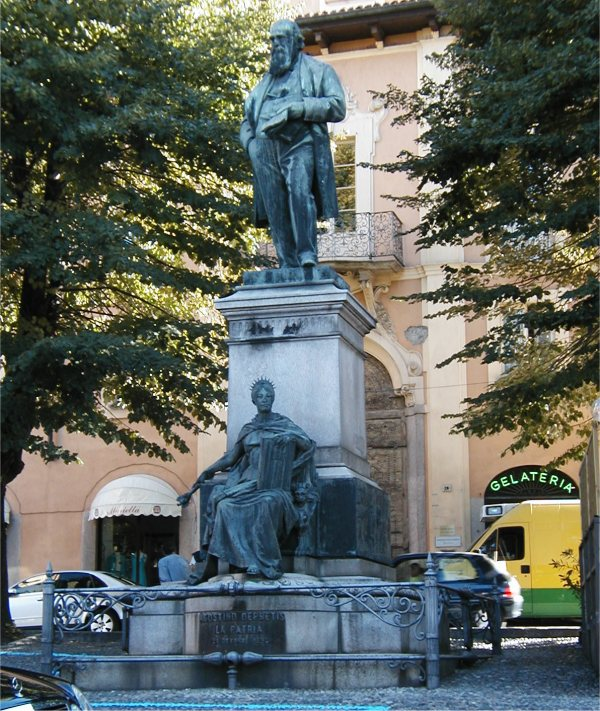
Monumento ad Agostino De Pretis
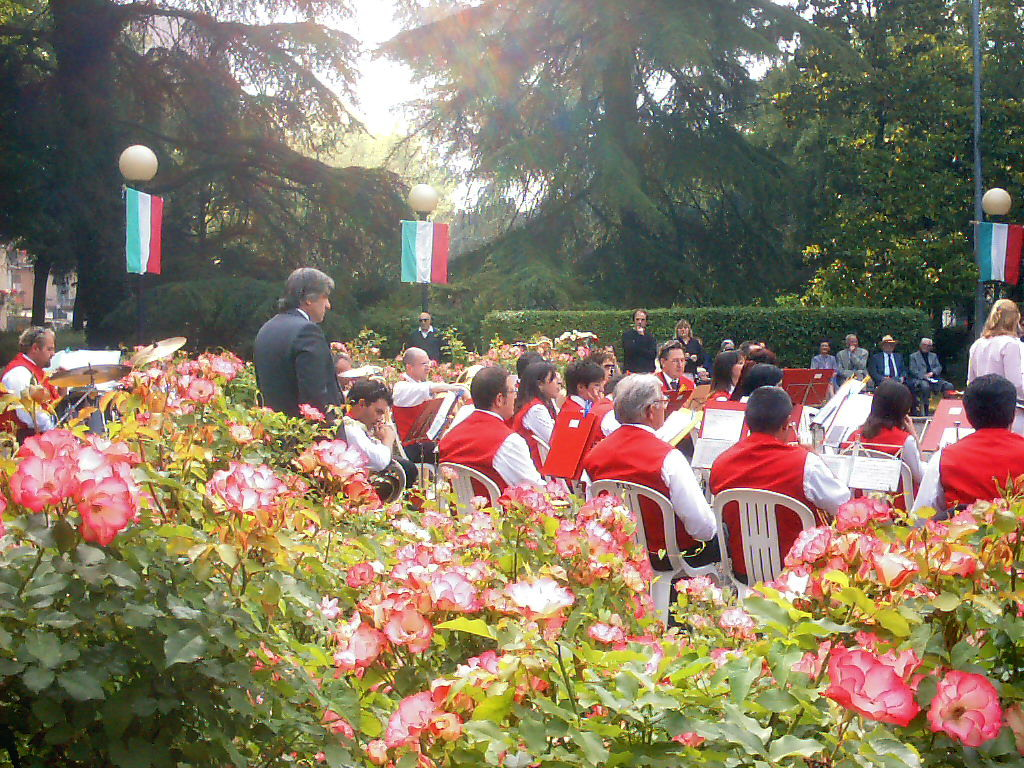
Uno scorcio dei giardini